# Pierre Dartout
Pierre François Gabriel Dartout (Limoges, 9 aprile 1954) è un funzionario francese, Ministro di Stato del Principato di Monaco dal 1º settembre 2020 al 2 settembre 2024.

## Biografia
Nato nel 1954 a Limoges, Pierre Dartout è laureato alla IEP di Parigi ed ha frequentato l’École Nationale d’Administration (ENA). Laureato nel 1980, Pierre Dartout ha ricoperto il ruolo di Prefetto in diverse regioni (Aquitaine et Champagne-Ardenne) e dipartimenti (Guyane, Gironde, PyrénéesAtlantiques, Pyrénées- Orientales, Marne, Val-de-Marne et Var).
Ha inoltre ricoperto il ruolo di direttore dell'ufficio del presidente dell'Assemblea nazionale e di delegato interministeriale per la l’Amenagement et à la Compétitivité des Territoire. Attualmente ricopre il ruolo di Prefetto della Regione Sud - Provence-Alpes-Côte d'Azur.